# 맹방립
맹방립(孟方立, ? ~ 889년)은 당나라 말기의 군벌로, 형주 용강현(龍岡縣) 또는 평향현 사람이다. 881년부터 889년까지 절도사로서 소의군(昭義軍)의 전역 또는 일부 지역을 통제하였다. 노주에서 자신의 고향 형주로 본부를 이전시켜 노주 백성들의 원한을 샀고, 그들은 인근 번진(藩鎭)의 하동절도사 이극용에게 넘어갔다. 맹방립은 결국 이극용에게 패하였고, 부하들이 자신을 배반할 것을 두려워하여 자결하였다.

## 생애

### 배경 및 소의군 번진의 탈취
맹방립은 형주 출신으로 언제 태어났는지는 알려진 바 없다. 881년 당시, 그는 택주(澤州) 천정관(天井關, 지금의 산시성 진청시) 방어사(防禦使)로 있었다. 그 해, 소의군 절도사 고심(高潯)이 당나라 수도 장안 — 그곳은 몇 달 전에 황소의 대형 농민 반란군에게 함락되어 있었고, 현 황제 당희종은 성도로 달아나야 했다. — 을 탈환하려는 당나라 전역의 일원으로서 자신의 군대를 지휘하고 있었던 사이, 고심은 부장 성린(成麟)에게 암살당하였고, 성린은 군대를 끌고 노주로 돌아갔다. 이 소식을 들은 맹방립은 반란군을 공격하여 성린을 죽였다.
하지만, 맹방립은 성린을 죽이고서 노주에 머무르지 않는 대신 자신의 군대를 끌고 그의 고향 형주로 돌아갔다. 노주 사람들은 감군(監軍) 환관 오전욱(吳全勗)을 추대하여 유후(留後)로 삼았다. 한편, 882년 대황소 작전 총지휘관인 전임 재상 왕탁은 희종의 명의로 맹방립을 형주자사로 삼는다는 칙서를 내렸다. 맹방립은 그 임명을 승인하기를 거부하였고, 나아가 환관은 유후가 될 수가 없다고 주장하면서 오전욱을 구금하였다. 그는 왕탁에게 문관 한 사람을 절도사로 삼을 것을 요구하는 서신을 보냈다. 왕탁은 관원 정창도를 지군사(知軍事)로 삼았다. 그 후, 희종은 상서우복야(尙書右僕射) 겸 조용사(租庸使) 왕휘를 신임 절도사에 임명하였으나, 자신의 지위에서 멀리 이동하기를 원치 않던 왕휘는 태행산 동쪽에 있는 소의군의 형・명(洺州, 지금의 허베이성 한단 시 융녠 현)・자(磁州, 지금의 허베이성 한단 시 츠 현) 3주를 장악하였다는 것을 알고는 소의군에 부임하기를 거부하였고, 대신 정창도를 추천하였다. 희종은 동의하는 대신 그를 대명궁 유수(大明宮留守) 겸 경기안무제치수봉원능사(京畿安撫制置修奉園陵使)로 삼아 장안 도성의 재건을 책임지게 하였다. 정창도는 노주에 부임하였으나, 3개월도 채 안 돼서 떠났고, 맹방립이 사실상 번진을 장악하게끔 내버려두었다.

### 형주로의 본부 이전
맹방립은 이후 번진의 본부를 노주에서 형주로 이전하고 유후를 자칭하였다. (그때 그는 절도사가 되었던 것으로 보인다. 그가 그 직함으로 되어 있었기 때문이다.) 그는 그의 장령(將領) 이은예(李殷銳)를 노주자사로 삼았다. 나아가, 노주 사람들이 절도사를 타도한 역사를 가졌다고 생각한 그는 노주의 힘을 약화시키기 위해 장령들과 부호들에게 그들의 가족들을 태행산 동쪽 3주로 이주시키라고 강요하였다. 노주 백성들이 이 조치에 불안해하고 있다는 것을 깨달은 감군 환관 기심회(祁審誨)는 무향진사(武鄕鎭使) 안거수(安居受)에게 막강한 군대를 가지고 있던 하동절도사 이극용에게 밀서를 보내 그의 개입을 요청하게 하였다. 이에 호응하여, 이극용은 883년 10월에 그의 장령 하공아(賀公雅)를 파견하여 맹방립을 공격하게 하였으나, 맹방립은 하공아를 격파하였다. 이어 이극용은 그의 사촌동생인 좌영군사(左營軍使) 이극수(李克修)를 파견하였다. 이극수는 노주를 함락시키고 이은예를 죽이고 그곳을 점령하였다. 이것은 이극용과 맹방립 사이에 소의군의 지배권을 둘러싼 전쟁의 세월을 시작하여, 번진을 초토화시켰다.

### 그 이후의전쟁
884년, 이극용의 요구로, 희종은 이극수를 소의군 절도사에 임명하였고, 이로서 2명의 서로 경쟁하는 절도사들에게 소의군을 맡기게 되었다. 한편, 맹방립의 부하들인 명주자사 마상(馬爽)과 소의군 행군사마(行軍司馬) 해충신(奚忠信) 사이의 분쟁 때문에, 마상은 885년 8월에 반란을 일으켜 맹방립에게 해충신을 죽이라고 강요하려고 하였다. 하지만, 마상은 곧 패하여 인근 위박(魏博, 본부는 지금의 허베이성 한단 시) 번진으로 달아났다. 맹방립은 위박절도사 악언정에게 뇌물을 보내 마상을 죽이라고 권하였다.
886년 9월, 이극수는 맹방립에 대한 대공세를 개시하여 태행산 동쪽의 많은 성들을 함락시키고 그의 대장 안금준(安金俊)을 형주자사로 임명하였다.
888년 10월, 맹방립은 해충신에게 3만의 병력을 가지고 하동군의 요주(遼州, 지금의 산시성 진중시)를 공격하게 하여 반격을 시도하였다. 이극수는 해충신을 격파하고 그를 사로잡아 이극용에게 보냈다.

### 패망
889년 5월, 이극용은 맹방립에 대한 대공세를 개시하여, 이한지와 이존효를 파견하여 그와 맞서게 하였다. 그 해 6월, 이극용군은 곧바로 명주와 자주를 함락시켰다. 맹방립은 대장 마개(馬漑)와 원봉도(袁奉韜)를 파견하여 수만의 병력을 가지고 저항하게 하였으나, 맹방립군은 유리파(琉璃坡, 지금의 싱타이 시에 있는 언덕)에서 이극용군에게 격파당하였고, 마개와 원봉도는 사로잡혔다. 이어 이극용은 형주를 포위하였다. 맹방립은 시기심이 많아서 장령들을 의심하였기 때문에 장령들은 그에게 많은 앙심을 품고 있었고, 이 시점에서 그들은 더 이상 그를 따르려고 들지를 않았다. 불안해진 그는 독약을 마시고 자살하였다. 장병들은 그의 동생(또는 사촌) 맹천(孟遷)을 유후로 추대하였으나, 맹천은 조금 저항하고 나서 투항하였고, 이로서 재통일된 소의군 번진의 지배권을 이극용에게 맡기게 되었다.

## 가계
- 아버지 : 맹찰(孟察)
  - 본인 : 맹방립(孟方立)
  - 동생 : 맹천(孟遷)
  - 동생 : 맹도(孟道)
    - 조카 : 맹지상

## 주해, 출전 및 참고 자료
1. ↑  《신당서》, 권187.
2. ↑  《자치통감》, 권254.
3. 1 2  《자치통감》, 권255.
4. 1 2  《자치통감》, 권256.
5. ↑  《자치통감》, 권257.
6. ↑  《자치통감》, 권258.

- 《신당서》, 권187.
- 《자치통감》, 권254·255·256·257·258.

| 전임 고심(高潯) | 소의군절도사 881년 ~ 884년 881년 ~ 889년 | 후임 (태항산맥 이서 지역) 이극수 (태항산맥 이동 지역) 맹천(孟遷) (이후 재통합) |